# Cal (Aranga)
Cal (llamado oficialmente O Cal) es un lugar español situado en la parroquia de Aranga, del municipio de Aranga, en la provincia de La Coruña, Galicia.

## Demografía
| Gráfica de evolución demográfica de Cal entre 2000 y 2018 |
|                                                           |
| Datos según el nomenclátor publicado por el INE.          |